# Aratinga andský
Aratinga andský (Psittacara frontatus) je druh papouška, který se vyskytuje v Jižní Americe, konkrétně v oblasti ekvádorských a peruánských And. Bývá také označován jako aratinga skvrnitý ekvádorský.
Většinu těla tohoto papouška pokrývá peří zelené barvy, má však několik červených prvků, včetně červeného čela.
Živí se plody a semeny. Obývá zejména prostředí se stromy, tedy nížinné deštné lesy a městské parky, i horské křovinaté porosty a pro potravu létá také na kukuřičná pole.
Dosahuje délky 38 až 40 cm. Hmotnost se pohybuje mezi 160 a 220 g.
Hnízdí na útesech se skulinami. Samice snáší 3 až 4 vejce. Doba inkubace trvá 23 dní.
Je řazen mezi téměř ohrožené taxony.
Vyskytuje se ve dvou poddruzích:
- Psittacara frontatus frontatus (Cabanis, 1846) – rozšíření: západní svahy And JZ Ekvádoru a západního Peru
- Psittacara frontatus minor (Carriker, 1933) – aratinga skvrnitý peruánský – rozšíření: vnitroandská údolí západního a jihocentrálního Peru

Poddruh P. f. minor je znatelně menší a také zbarven více tmavě zeleným peřím.

## Chov v zoo
Tento druh papouška je v zoo chován velmi zřídka. V rámci celé Evropy byl na počátku roku 2020 chován pravděpodobně jen ve čtyř zoo. Mezi nimi je také česká Zoo Praha.

### Chov v Zoo Praha
Aratinga andský je v Zoo Praha chován od roku 2018, kdy byli dovezeni dva samci a tři samice. Od září 2019 je k vidění v expozičním celku tzv. Rákosova pavilonu, konkrétně v průchozí voliéře Jihoandské podhůří.